# Lycksele kontrakt
Lycksele kontrakt var ett kontrakt inom Svenska kyrkan i Luleå stift. Det upphörde 30 juni 1990.  

## Administrativ historik
Kontraktet bildades 1962  av huvuddelen av Lappmarkens första kontrakt med
- Dorotea församling
- Vilhelmina församling
- Lycksele församling
- Örträsks församling
- Risbäcks församling

samtidigt bildades
- Björksele församling

Vid upplösningen övergick församlingarna i Lycksele-Sorsele kontrakt

## Kontraktsprostar
| Ämbetstid | Namn                  | Levnadstid | Övrigt                            |
| --------- | --------------------- | ---------- | --------------------------------- |
| 1962–1963 | Bertil August Clausén | 1905–      | Kyrkoherde i Lycksele församling. |